# Pattinaggio di velocità ai XXIV Giochi olimpici invernali - 1000 m femminile
La gara dei 1000 metri femminile di pattinaggio di velocità dei XXIV Giochi olimpici invernali di Pechino è stata disputata il 17 febbraio 2022 sulla pista del National Speed Skating Oval a partire dalle ore 16:30 (UTC+8). Vi hanno partecipato 30 atlete provenienti da 17 nazioni.
La competizione è stata vinta dalla pattinatrice giapponese Miho Takagi, mentre l'argento e il bronzo sono andati rispettivamente all'olandese Jutta Leerdam e alla statunitense Brittany Bowe.

## Record
Prima della competizione il record del mondo e il record olimpico erano i seguenti:
| Record mondiale | 1'11"61 | Brittany Bowe Stati Uniti   | 9 marzo 2019 Salt Lake City, Stati Uniti  |
| Record olimpico | 1'13"56 | Jorien ter Mors Paesi Bassi | 14 febbraio 2018 Gangneung, Corea del Sud |

Durante la competizione è stato battuto il seguente record:
| Data        | Evento      | Atleta      | Nazione  | Tempo   | Record          |
| ----------- | ----------- | ----------- | -------- | ------- | --------------- |
| 17 febbraio | Batteria 11 | Miho Takagi | Giappone | 1'13"19 | Record olimpico |

## Risultati
| Pos.    | Batteria | Corsia | Atleta             | Nazione       | Tempo    | Distacco | Note            |
| ------- | -------- | ------ | ------------------ | ------------- | -------- | -------- | --------------- |
| Oro     | 13       | I      | Miho Takagi        | Giappone      | 1'13"19  | -        | Record olimpico |
| Argento | 11       | O      | Jutta Leerdam      | Paesi Bassi   | 1'13"83  | +0"64    |                 |
| Bronzo  | 15       | O      | Brittany Bowe      | Stati Uniti   | 1'14"61  | +1"42    |                 |
| 4       | 13       | O      | Angelina Golikova  | ROC           | 1'14"71  | +1"52    |                 |
| 5       | 3        | O      | Antoinette de Jong | Paesi Bassi   | 1'14"92  | +1"73    |                 |
| 6       | 12       | O      | Ireen Wüst         | Paesi Bassi   | 1'15"11  | +1"92    |                 |
| 7       | 11       | I      | Kimi Goetz         | Stati Uniti   | 1'15"40  | +2"21    |                 |
| 8       | 5        | I      | Vanessa Herzog     | Austria       | 1'15"644 | +2"45    |                 |
| 9       | 15       | I      | Dar'ja Kačanova    | ROC           | 1'15"649 | +2"45    |                 |
| 10      | 14       | O      | Nao Kodaira        | Giappone      | 1'15"65  | +2"46    |                 |
| 11      | 6        | I      | Nadezhda Morozova  | Kazakistan    | 1'15"69  | +2"50    |                 |
| 12      | 2        | I      | Alexa Scott        | Canada        | 1'15"79  | +2"60    |                 |
| 13      | 10       | I      | Ol'ga Fatkulina    | ROC           | 1'15"87  | +2"68    |                 |
| 14      | 14       | I      | Li Qishi           | Cina          | 1'15"99  | +2"80    |                 |
| 15      | 5        | O      | Yin Qi             | Cina          | 1'16"00  | +2"81    |                 |
| 16      | 8        | I      | Kim Min-sun        | Corea del Sud | 1'16"49  | +3"30    |                 |
| 17      | 8        | O      | Karolina Bosiek    | Polonia       | 1'16"54  | +3"35    |                 |
| 18      | 4        | O      | Ragne Wiklund      | Norvegia      | 1'16"59  | +3"40    |                 |
| 19      | 10       | O      | Yekaterina Aidova  | Kazakistan    | 1'16"70  | +3"51    |                 |
| 20      | 12       | I      | Andżelika Wójcik   | Polonia       | 1'16"79  | +3"60    |                 |
| 21      | 4        | I      | Ekaterina Sloeva   | Bielorussia   | 1'16"83  | +3"64    |                 |
| 22      | 9        | O      | Jin Jingzhu        | Cina          | 1'16"90  | +3"71    |                 |
| 23      | 2        | O      | Ellia Smeding      | Gran Bretagna | 1'17"17  | +3"98    |                 |
| 24      | 9        | I      | Huang Yu-ting      | Taipei cinese | 1'17"35  | +4"16    |                 |
| 25      | 7        | O      | Kim Hyun-yung      | Corea del Sud | 1'17"50  | +4"31    |                 |
| 26      | 6        | O      | Maddison Pearman   | Canada        | 1'17"66  | +4"47    |                 |
| 27      | 7        | I      | Nikola Zdráhalová  | Rep. Ceca     | 1'18"75  | +5"56    |                 |
| 28      | 1        | O      | Sandrine Tas       | Belgio        | 1'18"79  | +5"60    |                 |
| 29      | 3        | I      | Mihaela Hogaş      | Romania       | 1'19"33  | +6"14    |                 |
| 30      | 1        | I      | Park Ji-woo        | Corea del Sud | 1'19"39  | +6"20    |                 |